# Värmlands Släktforskarförening
Värmlands Släktforskarförening är en förening för släktforskning i Värmland, bildad 1983 och ansluten till Sveriges Släktforskarförbund.

## Värmlands Anor
Föreningen ger ut medlemstidningen VärmlandsAnor. Den utkommer med fyra nummer per år. Redaktionens ambition är att innehållet skall informera och inspirera medlemmarna i deras forskningsarbete.